# Ръждивокоремна земна кукувица
Ръждивокоремната земна кукувица (Neomorphus geoffroyi) е вид птица от семейство Кукувицови (Cuculidae).

## Разпространение и местообитание
Видът се среща във влажните гори от южна Никарагуа, през Коста Рика и Панама до Северозападна Колумбия. Може да се види още в западната и южната част на басейна на Амазонка в югоизточна Колумбия, източен Еквадор, източната част на Перу, северна Боливия и Бразилия.